# 686

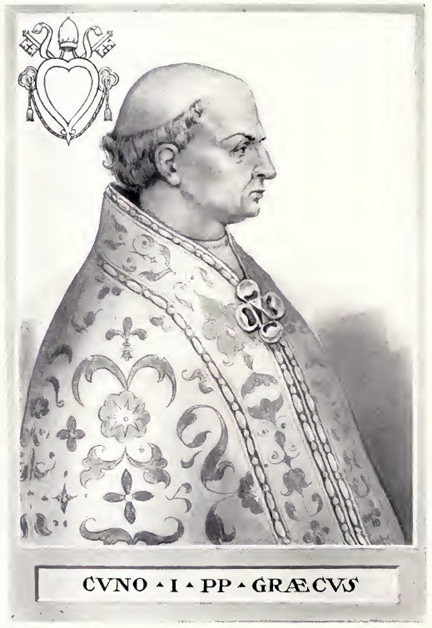
Paus Conon I (686-687)

Het jaar 686 is het 86e jaar in de 7e eeuw volgens de christelijke jaartelling.

## Gebeurtenissen

### Brittannië
- Koning Cædwalla van Wessex sluit een bondgenootschap met Essex en valt opnieuw Sussex binnen. Hij onderwerpt het Angelsaksische koninkrijk en begint een veldtocht tegen Kent. Koning Eadric wordt tijdens een veldslag verslagen en Cædwalla zet zijn broer Mul op de troon. Hij verovert daarna Surrey en vernietigt de Juten op het eiland Wight (zuidkust van Engeland). Koning Arwald sneuvelt en zijn beide zonen worden gedood.

### Europa
- Waratton, hofmeier van Neustrië en Bourgondië, overlijdt en wordt opgevolgd door zijn schoonzoon Berthar. Hij adviseert koning Theuderik III het vredesverdrag met Pepijn van Herstal te beëindigen en de oorlog te verklaren aan Austrasië.

### Azië
- Keizer Tenmu overlijdt na een regeerperiode van 14 jaar en wordt opgevolgd door zijn vrouw (tevens zijn nicht) Jitō. Zij wordt officieel de 41e keizerin van Japan.
- Op het eiland Banka (huidige Indonesië) wordt de Kota Kapur-steen met een Oud-Maleise inscriptie in Pallava schrift vervaardigd. (waarschijnlijke datum)

## Religie
- 2 augustus - Paus Johannes V overlijdt na een pontificaat van 1 jaar. Hij wordt opgevolgd door Conon I als de 83e paus van de Katholieke Kerk.
- Wigbert, een benedictijner monnik, begint in de Lage Landen onder de Friezen het evangelie te prediken. (waarschijnlijke datum)

## Overleden
- 2 augustus - Johannes V, paus van de Katholieke Kerk
- Audoënus (77), aartsbisschop van Rouen
- Landelinus, Frankisch abt en heilige
- Tenmu (55), keizer van Japan
- Waratton, hofmeier van Neustrië
- Wonhyo (69), Koreaans boeddhistisch monnik